# 공안공 정옥형·충정공 정응두 신도비
공안공 정옥형·충정공 정응두 신도비(恭安公 丁玉亨·忠靖公 丁應斗 神道碑)는 대한민국 경기도 용인시 처인구 양지면 제일리에 있는 신도비이다. 1996년 12월 24일 경기도의 문화재자료 제91호로 지정되었다.

## 개요
신도비란 왕이나 고관 등의 평생업적을 비에 새겨 그의 묘 가까이에 세워두는 것으로, 이 비들은 조선 전기의 문신인 정옥형과 그의 아들 정응두의 공적을 기리고 있다.
정옥형(1486∼1549)은 중종 8년(1513) 문과에 급제하여 승문원 검열을 시작으로 여러 관직을 맡아보았다. 대사간·대사헌에 이르러서는 나라의 기강을 바로잡는데 힘썼으며, 당시 김안로의 권세가 심해지자 조정을 떠나 외지를 돌며 민심을 두루 살피기도 하였다. 중종 39년(1544)에는 병조판서가 되어 국방문제를 맡아보았으며, 명종이 즉위한 후에는 소윤파에 가담하여 대윤파를 제거하는데 공을 세워 3등공신이 되었다. 좌찬성에까지 오른 후 생을 마치었으며, 그후 ‘공안’이라는 시호가 내려졌다.
정응두(1508∼1572)는 중종 16년(1521)에 진사가 되고, 중종 29년(1534) 문과에 장원으로 급제하여 선공감직장이 되었다. 그후 이조좌랑·좌부승지·병조판서 등의 여러 관직을 거쳐 명종 21년(1566)에는 판중추부사에까지 오르게 되었다. 죽은 후에는 ‘충정’이라는 시호가 내려졌다.
한 채에 나란히 서 있는 2기의 비는 모두 같은 양식으로, 높직한 사각받침돌 위로 비몸을 세우고 지붕돌을 올린 모습이다. 다만 정옥형의 비는 지붕돌에 기왓골이 표현되어 있어 조각에서는 조금씩의 차이를 보인다. 각각 조선 선조 17년(1584), 영조 4년(1728)에 세운 것으로, 원래는 고양 지역에 있었으나 도시계획으로 인해 이곳 용인 지역으로 옮겨 세운 것이다.

## 참고 문헌
- 공안공정옥형·충정공정응두신도비 - 국가유산청 국가유산포털